# Edison Park
Edison Park är ett antal kontorshus som ligger mellan Scheelevägen och Norra Ringen i nordöstra Lund. Edison Park ligger i närheten av Ideon och ägs av Fastighets AB Briggen.
Några kända företag med kontor i Edison Park:
- Axis AB
- Huawei
- Xdin

## Bilder

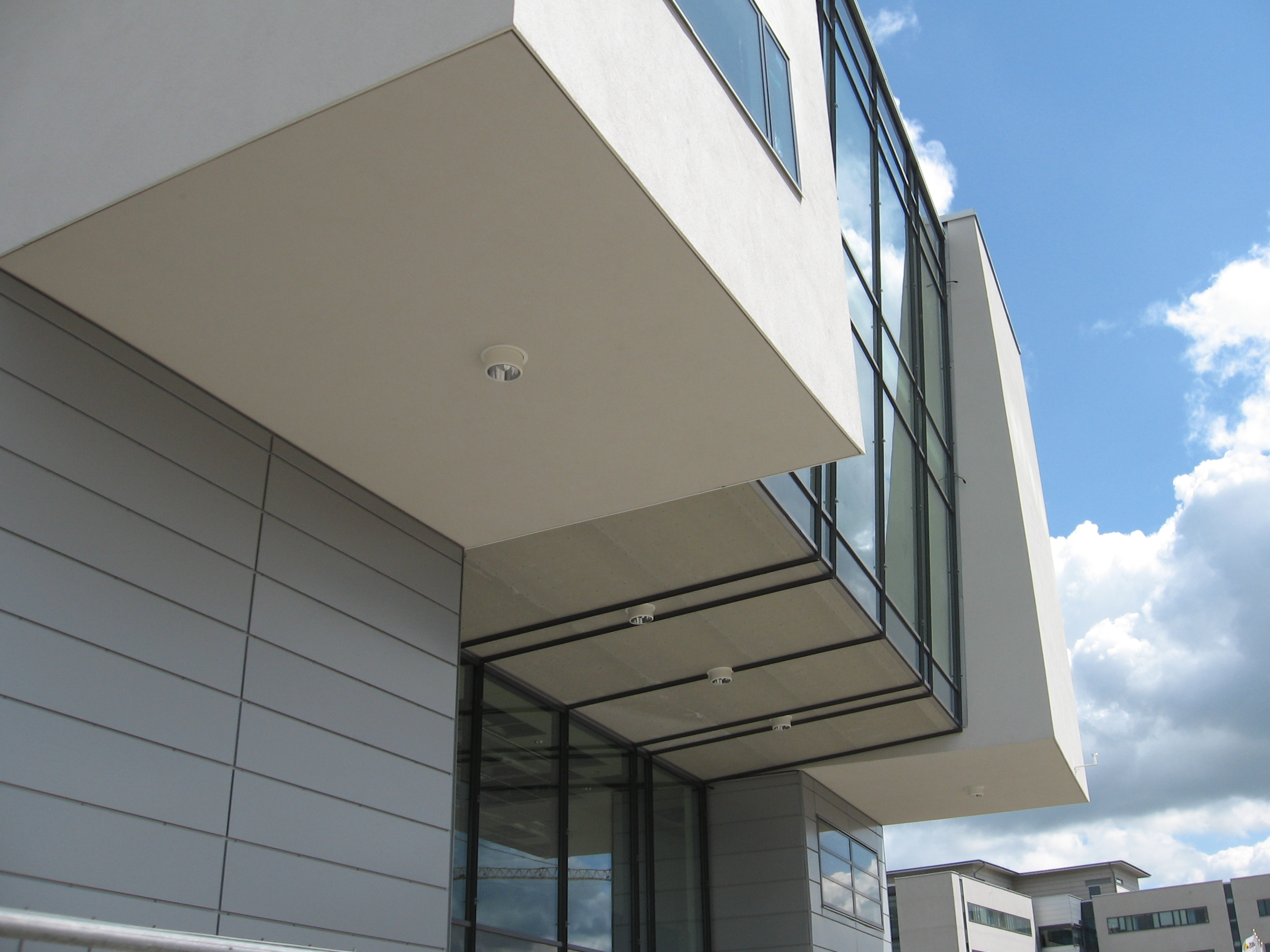
Edison Park
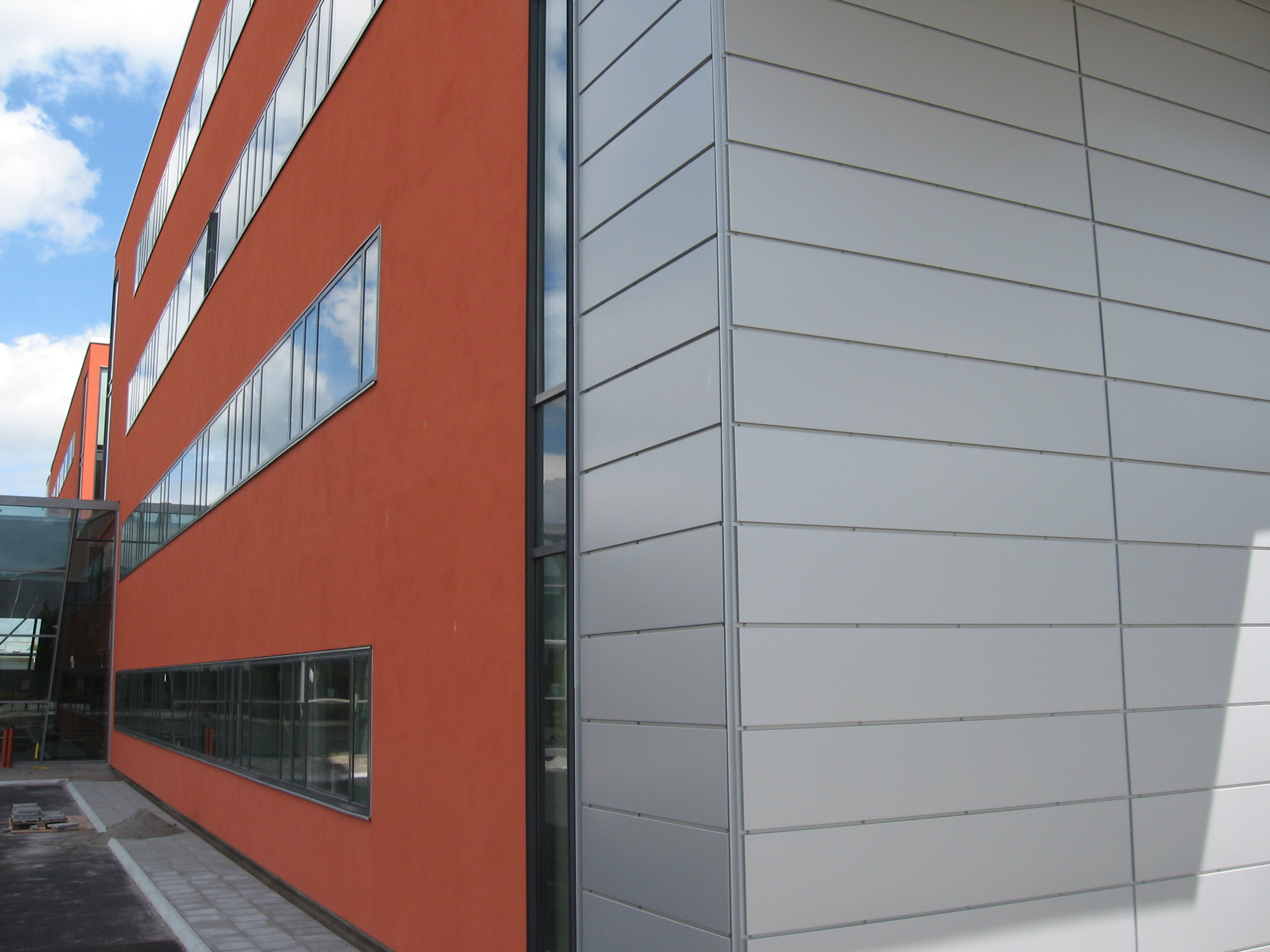
Edison Park
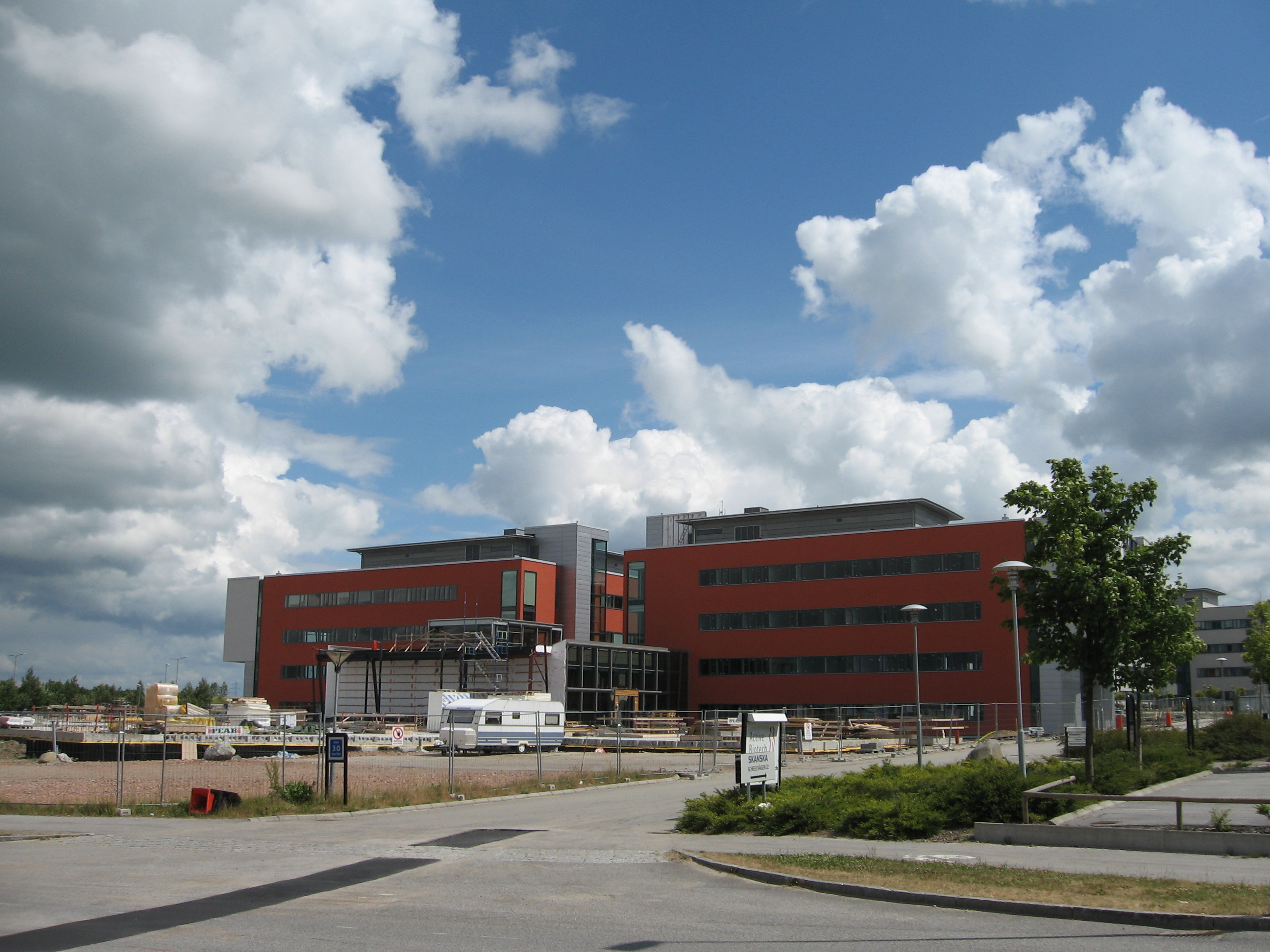
Edison Park
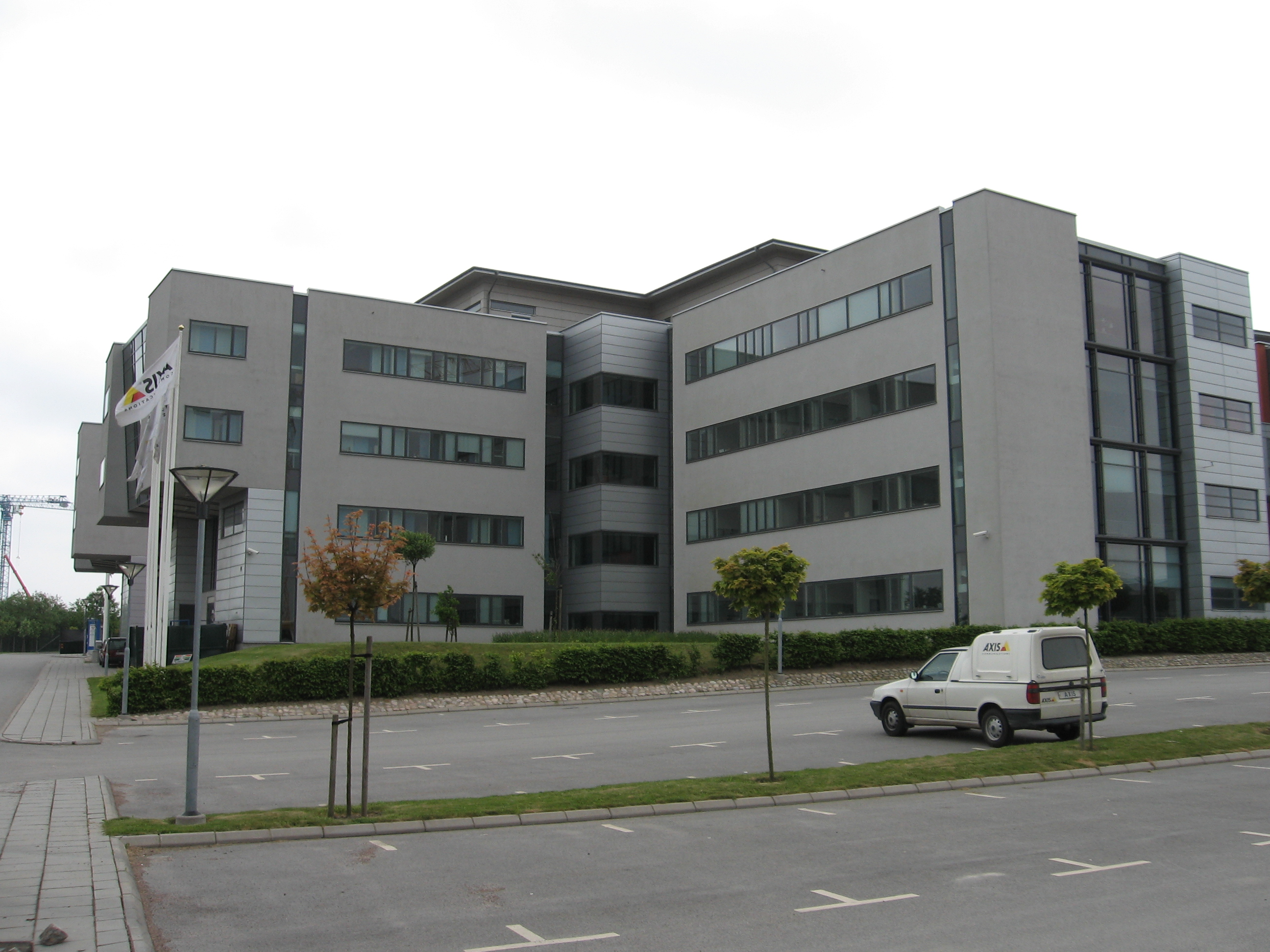
Edison Park